# Pedro Pereira
Pedro Miguel de Almeida Lopes Pereira (* 22. Januar 1998 in Lissabon) ist ein portugiesischer Fußballspieler. Der Abwehrspieler steht aktuell bei Gençlerbirliği Ankara unter Vertrag.

## Karriere
Pereira, der ab 2008 in der Jugendabteilung von Benfica Lissabon spielte, wechselte im Sommer 2015 zum italienischen Erstligisten Sampdoria Genua. Bei diesem steht er ab der Saison 2015/16 im Profikader. Seinen ersten Einsatz in der Serie A verbuchte er am 14. September 2015 beim 2:0-Erfolg über Aufsteiger FC Bologna.
Im Januar 2017 kehrte Pereira zu Benfica Lissabon zurück. Im Januar 2018 wurde er an den CFC Genua verliehen. Im Anschluss folgten weitere Leihen zu Bristol City, FC Crotone und AC Monza, die ihn letztlich im Sommer 2022 fest verpflichteten. In der Saison 2022/23 war er an den türkischen Klub Alanyaspor verliehen.
Ende Juli 2025 schloss sich Pereira Gençlerbirliği Ankara an und unterschrieb bei den Türken einen Vertrag bis mindestens Sommer 2027.

### Nationalmannschaft
Pereira läuft seit 2013 für verschiedene Juniorenauswahlen seines Landes auf.